# Hürup
Hürup (duń. Hyrup) – miejscowość i gmina w Niemczech w kraju związkowym Szlezwik-Holsztyn, w powiecie Schleswig-Flensburg, siedziba administracyjna urzędu Hürup.
1 marca 2023 do gminy przyłączono gminy Maasbüll oraz Tastrup, które stały się automatycznie jej dzielnicami (Ortsteil).

## Współpraca
- Neverin, Meklemburgia-Pomorze Przednie[2]